# Mukuka Mulenga
Mukuka Mulenga (né le 6 juillet 1993 à Kitwe en Zambie) est un joueur de football international zambien, qui évolue au poste de milieu de terrain.

## Biographie

### Carrière en sélection
Avec l'équipe de Zambie, il possède 22 sélections (pour un but inscrit) depuis 2012. 
Il figure dans le groupe des sélectionnés lors des Coupes d'Afrique des nations de 2013 et de 2015.

## Palmarès
Power Dynamos
- Championnat de Zambie (1) :
  - Champion : 2011.

 Mamelodi Sundowns
- Championnat d'Afrique du Sud (1) :
  - Champion : 2013-14.